# Dipturus bullisi
Dipturus bullisi är en rockeart som först beskrevs av Bigelow och Schroeder 1962.  Dipturus bullisi ingår i släktet Dipturus och familjen egentliga rockor. IUCN kategoriserar arten globalt som otillräckligt studerad. Inga underarter finns listade i Catalogue of Life.